# めちゃイケ DISC 1 CD
「めちゃイケ DISC 1 CD」（めちゃイケ ディスク ワン シーディー）はめちゃ²イケてるッ!のBGMをまとめた8cmシングル。1997年9月1日発売。発売元はEpic/Sony Records。

## 解説
- めちゃイケ DISC 1 CD発売1か月前に、MD盤としてめちゃイケ DISC 1 MDも発売されていた。
- ジャケット表面には、副題として「Here Comes The STAMP」と表記されている。
- 「DISC 1」とあるものの、現在「DISC 2」は制作されていない。
- 2曲目の「Hello! Orange Sunshine」の歌詞が表ジャケット裏に掲載されている。

## 収録曲
1. めちゃ²イケてるッ! （オープニング・テーマ）
（作曲:恩田快人）
2. Hello! Orange Sunshine / JUDY AND MARY
（作詞:YUKI 作曲:恩田快人 編曲:JUDY AND MARY）
「めちゃ²イケてるッ!」1997年4月 - 9月エンディング・テーマ
3. STAMP （オープニング・テーマ）
（作曲:笠松広司）
4. STAMP （メイン・テーマ featuring HARISEN）
（作曲:笠松広司）
5. STAMP （メイン・テーマ）
（作曲:笠松広司）
6. STAMP (Extended Version)
（作曲:笠松広司）
7. Hello! Orange Sunshine （オリジナル・カラオケ）
（作曲:恩田快人 編曲:JUDY AND MARY）
1994年に発売されたJUDY AND MARYのシングルにもこのカラオケ・ヴァージョンは収録されておらず、本CDでしか聴けない。